# 亞代爾縣 (奧克拉荷馬州)
亞代爾縣（英語：Adair County）是美国奧克拉荷馬州東部的一個縣，東鄰阿肯色州，面積1,491平方公里。根據2020年美國人口普查，共有人口19,495人。縣治史迪威（Stilwell）。該縣成立於1907年7月16日，縣名紀念切羅基部落的一個家族。